# Lasioglossum montivolans
Lasioglossum montivolans är en biart som beskrevs av Ebmer 1970. Lasioglossum montivolans ingår i släktet smalbin, och familjen vägbin. Inga underarter finns listade i Catalogue of Life.